# Oni (Géorgie)
Pour les articles homonymes, voir Oni (homonymie).
Oni (en géorgien : ონი) est une ville géorgienne, situé sur les rives du fleuve Rioni, dans la région de Ratcha-Letchkhoumie et Basse Svanétie.
Il est situé à 210 km de Tbilissi.

## Histoire
Oni a été mentionné pour la première fois au XVe-XVIe siècle. Les scientifiques pensent qu'Oni aurait été créé par le roi d'Ibérie, Parnadjom Ier au IIe siècle av. J.-C.
Au Moyen Âge, la ville s'est agrandie féodalement : économiquement; des marchands venaient du Caucase du Nord, du Kartli, de l'Iméréthie et du Racha du Sud.
Après le rattachement du Royaume d'Iméréthie à l'Empire russe (en 1810), il reçut le statut de village. Il devint un village commerçant et evolué l'artisanat.
Depuis 1849, il y avait le Gouvernat de Koutaïssi, il était le centre administratif du Ratcha.
Sur son territoire, on a découvert des outils en bronze et des trésors d'argents de Colchide (VIe-IIe siècle av. J.-C.).
En ville, on construit des usines (surtout de textile) et des bâtiments de santé, d'éducation et de culture. C'est à Oni que se trouve la résidence de l'Eparchie de Nikortsminda.

## Géographie
Oni est traversée par le fleuve Rioni. Oni est située en plein dans les montagnes du Caucase à 830 m au niveau de la mer. Elle est située à 210 km au nord-ouest de Tbilissi.

## Climat
Oni possède un climat normal, elle connait des hivers doux et des étés chauds.
- La température (en moyenne) : 10 °C
- En hiver (janvier) : −1 °C
- En été (juillet) : 20,4 °C
- La plus froide : −27 °C
- La plus chaude : 38 °C
- Précipitation dans l'année : 1000-1100 ml par an

## Édifice
- La synagogue d'Oni : elle n'est plus en fonction mais peut être visitée. Elle a été construite en 1895 quand les Juifs migrèrent vers la Géorgie.